# Tereza de Benguela
Tereza de Benguela (Reino de Benguela, c. 1700 — Capitania de Mato Grosso, 25 de julho de 1770) foi uma líder quilombola que viveu em lugar incerto, mas sabe-se que o Quilombo do Piolho, no qual liderou, estava às margens do rio Guaporé, localizado na cidade de Vila Bela da Santíssima Trindade, atual estado de Mato Grosso .
Mulher escravizada fugida do capitão Timóteo Pereira Gomes, Teresa foi esposa de José Piolho, que chefiava o citado Quilombo do Piolho na década de 1740. Com a morte de Piolho, Teresa se tornou a rainha do quilombo no início dos anos 1750, e, sob sua liderança, a comunidade negra e indígena resistiu à escravidão por duas décadas, sobrevivendo até 1770, quando foi destruído pelas forças de Luís Pinto de Sousa Coutinho e a população (79 pessoas negras e 30 indígenas), morta ou aprisionada. As pessoas sobreviventes passaram por humilhação pública, foram marcadas a ferro com a letra F, de "fujão" ou fugitiva/e/o e devolvidas as pessoas/famílias nas quais estavam submetidas a escravização.

## Administração
Para governar o quilombo, Tereza desenvolveu um sistema de parlamento, onde semanalmente se reuniam pessoas deputadas para decidirem sobre a administração do quilombo, sendo a de maior autoridade e tido por conselheiro, José Piolho, homem escravizado por Antônio Pacheco de Morais.
Tereza comandou a estrutura política, econômica e administrativa do quilombo, mantendo um sistema de defesa com armas trocadas com pessoas brancas ou roubadas das vilas próximas. Os objetos de ferro utilizados contra a comunidade negra que lá se refugiava eram transformados em instrumento de trabalho, visto que muitos dominavam o uso desses instrumentos. O Quilombo do Quariterê, além do parlamento e de um conselheiro para a rainha, desenvolvia agricultura de algodão e possuía teares onde se fabricavam tecidos que eram comercializados fora dos quilombos, como também os alimentos excedentes.

## Morte
Em 27 de junho de 1770 uma expedição saiu em direção ao quilombo, com a missão de destruí-lo. Chegaram ao local em 22 de julho, e abriram fogo contra as pessoas e famílias do quilombo, porém a maioria deles conseguiu fugir. Houve resistência, liderada por Teresa, que revidou com arma de fogo e flechadas, mas que não foram o suficiente. Tereza foi colocada numa cela, tendo sido tratada com palavras rudes na frente de pessoas de sua comunidade.  Após sua morte, Tereza acabou sendo degolada tendo o seu corpo exposto para que todos pudessem vê-la.

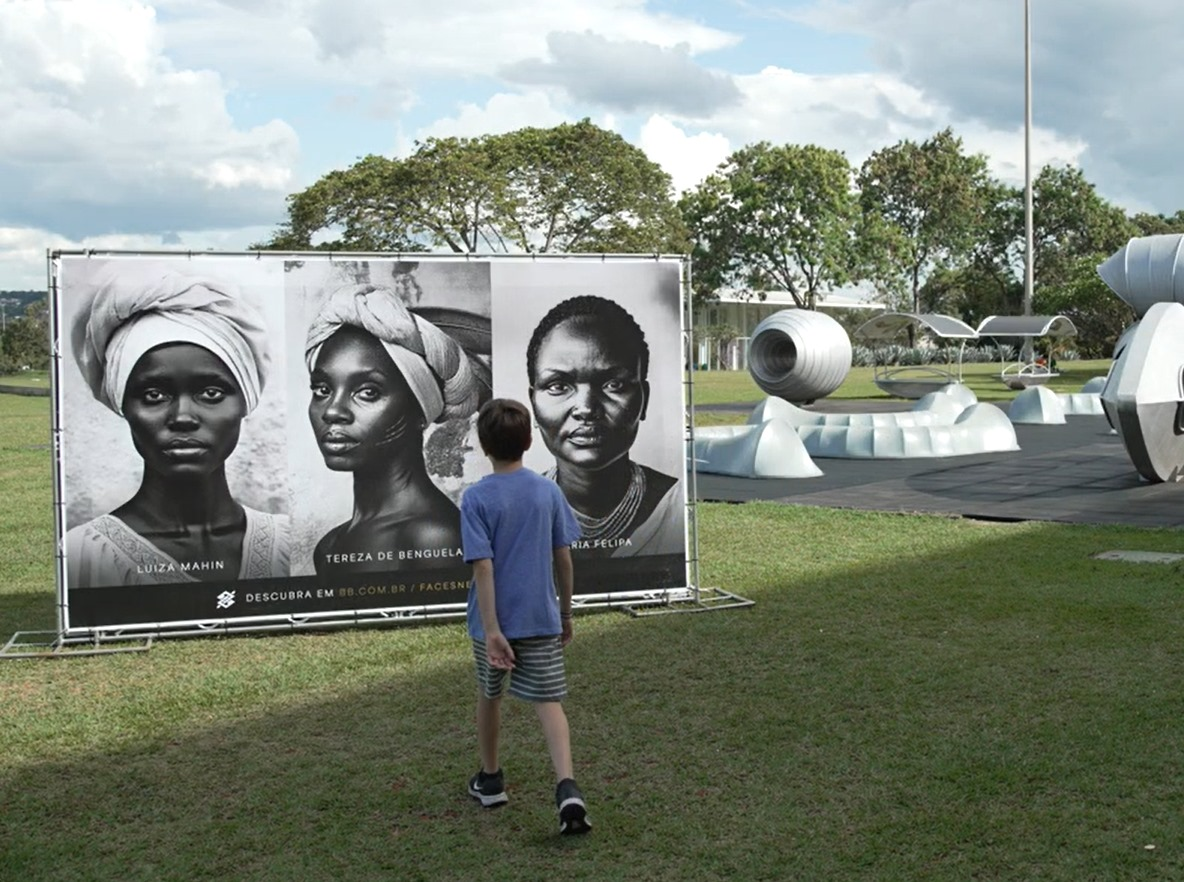
Exposição sobre Tereza de Benguela, Luiza Mahin e Maria Felipa no CCBB

## Dia Nacional de Tereza de Benguela
O dia de 25 de julho é instituído no Brasil pela Lei n° 12.987/2014 como o Dia Nacional de Tereza de Benguela e da Mulher Negra.

## Carnaval
A Unidos do Viradouro homenageou Teresa com o enredo "Tereza de Benguela, uma rainha negra no Pantanal", ficando em 3º lugar no Carnaval do Rio de Janeiro em 1994.
A escola de samba de São Paulo Barroca Zona Sul, em seu samba-enredo "Benguela… A Barroca Clama a Ti, Tereza", homenageou Tereza da Benguela no Carnaval de São Paulo em 2020.